# Juan Sosa
Juan Luis Sosa (nacido el 19 de agosto de 1975 en San Francisco de Macorís) es un ex outfielder/infielder dominicano que jugó en las Grandes Ligas de Béisbol durante dos temporadas. Jugó como shortstop en las ligas menores, pero pasó la mayor parte de su tiempo en las mayores como jardinero central. Jugó para los Rockies de Colorado en 1999 y para los Diamondbacks de Arizona en 2001. Mientras que con los Diamondbacks de Arizona en 2001, apareciendo en un juego, tuvo un turno al bate y se ponchó tirándole. También tuvo una asistencia jugando en la tercera base. Por sus esfuerzos, recibió un anillo de campeón de Serie Mundial en 2001.